# بانک فدرال رزرو سان‌فرانسیسکو
بانک فدرال رزرو سان‌فرانسیسکو (به انگلیسی: Federal Reserve Bank of San Francisco) یکی از ۱۲ شعبهٔ فدرال رزرو ایالات متحده آمریکا است و در شهر سان‌فرانسیسکو قرار دارد.
این بانک مناطقی از ۹ ایالت کالیفرنیا، آلاسکا، اورگن، واشینگتن، آریزونا، آیداهو، نوادا، یوتا، و هاوایی و نیز ساموآی آمریکا، گوام، و مجمع‌الجزایر ماریانای شمالی را پوشش می‌دهد.